# 王璟 (成化進士)
王璟（1446年—1533年），字廷采，號東皋，山東兖州府沂州人，明朝政治人物。成化進士。官至都察院左都御史。

## 生平
成化八年（1472年）中进士，曾任河南登封縣知縣，陞南京監察御史。歷光祿寺少卿。弘治十四年（1501年），以南京鴻臚卿拜都察院右僉都御史，處理兩浙鹽運。弘治十七年（1504年），巡撫保定等地。正德元年（1506年），因病致仕。正德三年（1508年），劉瑾奪其官，命冠帶閑住。正德六年（1511年），官復原職，巡撫山西，累遷都察院右都御史。不久改左都御史。之後進太子太保。明世宗立后，致仕歸鄉，嘉靖十二年去世，年八十七。贈少保，謚恭靖。王璟一生为官清廉。

## 家族
曾祖父王海。祖父王昇。父亲王綱，曾任倉大使。